# Uber

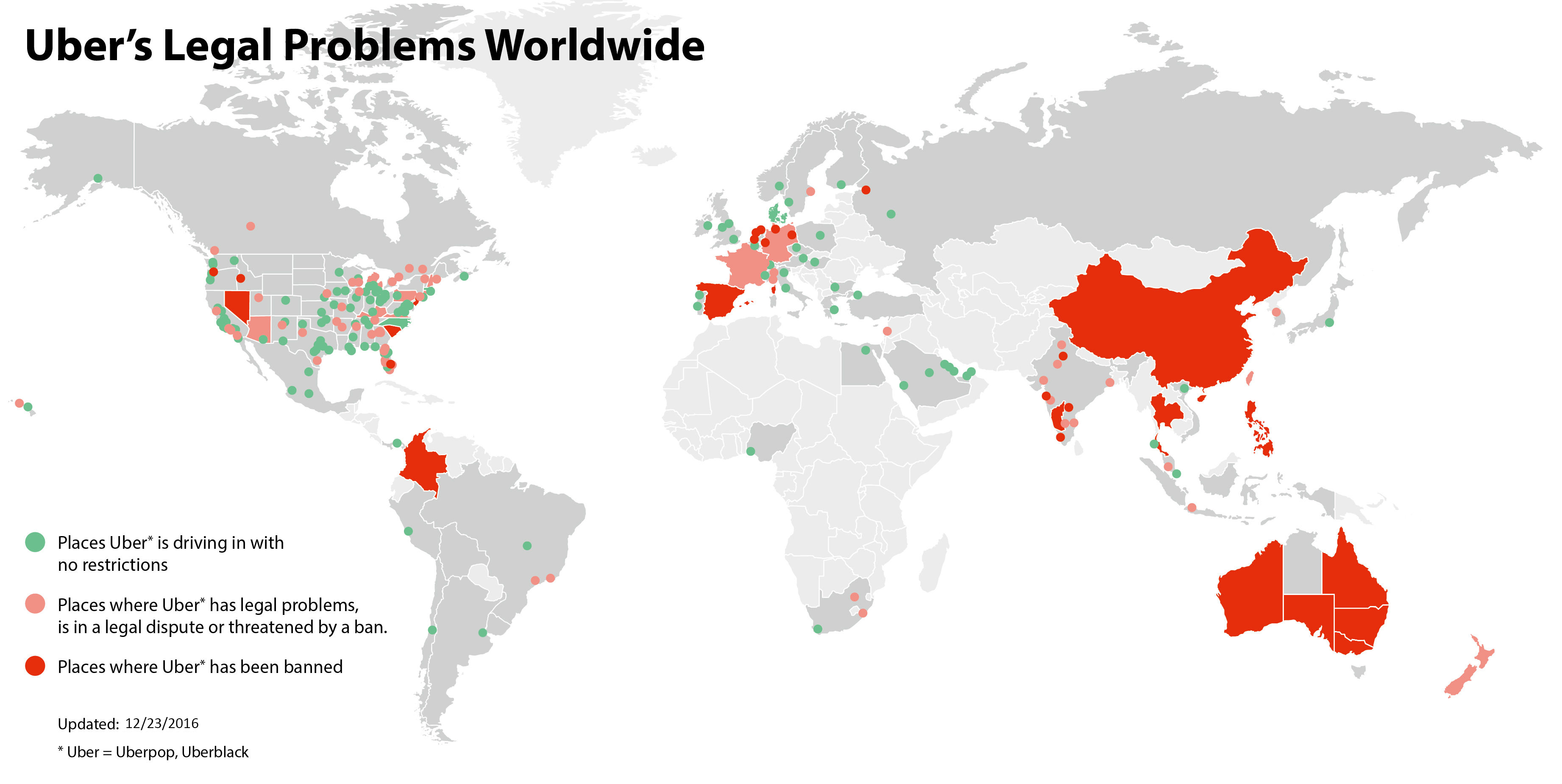

Uber là một công ty đa quốc gia của Mỹ cung cấp các dịch vụ giao thông vận tải thông qua một ứng dụng công nghệ. Công ty có trụ sở tại San Francisco, California. Tính đến năm 2019, dịch vụ Uber đã có mặt tại 63 quốc gia và hơn 785 khu vực đô thị trên toàn thế giới. Tháng 5 năm 2020, Uber được định giá hơn 80 tỷ USD sau khi phát hành cổ phiếu lần đầu ra công chúng (IPO) thấp hơn kỳ vọng, nhưng vẫn đem lại hàng tỉ USD cho các nhà đầu tư. Việc ra mắt Uber đã tạo ra một sự gia tăng cạnh tranh đáng kể trong các công ty đối thủ có cùng mô hình kinh doanh với Uber. Một xu hướng mới xuất hiện được gọi là "Uberification" (Uber hóa). Tính đến năm 2019, Uber ước tính có hơn 110 triệu người dùng trên toàn thế giới. Tại Hoa Kỳ, Uber chiếm 67% thị phần chia sẻ xe vào đầu năm 2019 và 24% thị phần giao thực phẩm trong năm 2018.
Uber kết nối tài xế và hành khách trên quy mô lớn thông qua việc sử dụng một ứng dụng điện thoại thông minh để nhận được yêu cầu đi xe từ hành khách và sau đó sẽ gửi các yêu cầu đến các tài xế đã đăng ký với Uber. Trong trường hợp này, khách hàng có thể biết được thông tin xe, thông tin tài xế, giá cước của chuyến đi và theo dõi được vị trí, lộ trình di chuyển của tài xế gần nhất nhận được yêu cầu.
Sau khi thành lập, Uber chỉ cung cấp xe cho thuê sang trọng đầy đủ, và danh hiệu "UberBlack" đã được thông qua cho dịch vụ chính của công ty (được đặt tên theo dịch vụ vận tải tư nhân "chiếc xe màu đen" ở Thành phố New York). Năm 2012, công ty đã phát động chương trình "UberX" của mình, trong đó mở rộng các dịch vụ cho bất kỳ tài xế nào có trình độ với một chiếc xe thể chấp nhận được. Do thiếu các quy định, Uber có thể cung cấp chi phí thấp hơn, do đó, các dịch vụ đã trở thành cực kỳ cạnh tranh với dịch vụ taxi truyền thống, mở rộng tính hấp dẫn Uber của một mặt cắt ngang rộng hơn của thị trường.
Uber là chủ đề của các cuộc biểu tình đang diễn ra từ các tài xế xe taxi, công ty taxi và chính phủ tin rằng nó là một hoạt động taxi bất hợp pháp có sự tham gia trong các hoạt động kinh doanh không công bằng và thỏa hiệp an toàn hành khách. Tính đến tháng năm 2014, các cuộc biểu tình đã được tổ chức tại Đức, Ấn Độ, Tây Ban Nha, Pháp, và Anh, trong số các quốc gia khác, trong khi cố liên quan đến các hành khách đã được ghi nhận. Trong tháng 12 năm 2014, Uber đã bị cấm ở Tây Ban Nha, và hai thành phố ở Ấn Độ, và tiếp tục được tham gia vào tranh chấp với một số cơ quan chính phủ, bao gồm cả Mỹ và Australia. Dara Khosrowshahi được bổ nhiệm làm Giám đốc điều hành mới của Uber vào tháng 8 năm 2017.

## Lịch sử hình thành và phát triển của Uber
Ý tưởng về Uber ra đời vào một đêm đầy tuyết ở Paris năm 2008 khi Kalanick và bạn của anh là Garrett Camp gặp khó khăn trong việc gọi taxi, cả hai đã suy nghĩ về một ứng dụng trên điện thoại thông minh giúp đơn giản hóa quá trình tìm kiếm xe. Khi trở lại San Francisco, Garrett Camp đã mua tên miền UberCab.com và thuyết phục Kalanick điều hành công ty.
UberCab chính thức ra mắt vào năm 2010 dưới dạng dịch vụ xe hơi tư nhân hạng sang phục vụ cho các giám đốc điều hành của San Francisco và Thung lũng Silicon. Trong những ngày đầu, khách hàng muốn sử dụng dịch vụ phải gửi email cho Kalanick để nhận mã truy cập vào ứng dụng. Sau khi nhập thông tin thẻ tín dụng của họ trên ứng dụng, khách hàng sau đó có thể đặt một chiếc xe chỉ bằng một nút bấm. Chi phí đi xe được tự động trừ vào tài khoản tín dụng của khách hàng. Uber giữ 20% tổng cước phí, tài xế giữ phần còn lại.